# Harry Wilson (Schauspieler)
Harry Wilson (* 22. November 1897 in London, England; † 6. September 1978 in Woodland Hills, Kalifornien) war ein britischer Schauspieler. 

## Leben und Karriere
Der gebürtige Brite Harry Wilson begann seine Filmkarriere im Jahre 1928 in den Vereinigten Staaten. Er hatte eine bullige Gestalt sowie auffällige Gesichtszüge, die laut einigen Quellen durch eine Akromegalie verursacht wurden. Mit diesen äußeren Merkmalen spielte er in seiner langen Filmkarriere oft Schurkenhandlanger, Kriminelle, körperliche Arbeiter oder Boxer. Bis 1965 wirkte er an rund 300 Film- und Fernsehproduktionen mit, darunter zahlreiche Klassiker wie Moderne Zeiten und Der Zauberer von Oz.
Die meisten seiner Rollen waren klein und blieben ohne Nennung in den Credits. Nur gelegentlich bekam er größere Rollen, etwa in der Rolle eines tumben Handlangers in Manche mögen’s heiß sowie als weibliches Monster Frankenstein im Trashstreifen Frankenstein's Daughter. Er arbeitete zudem als Double für Schauspieler, darunter 15 Jahre lang für den Oscarpreisträger Wallace Beery. 
Harry Wilsons war im Privatleben Miteigentümer eines Geschäftes für religiöse Bücher. Er hatte Kinder und Enkelkinder.

## Filmografie (Auswahl)
- 1928: The Racket
- 1930: Hölle hinter Gittern (The Big House)
- 1930: Jenny Lind (A Lady’s Morals)
- 1930: Ein Mann für sie (Her Man)
- 1930: Das Geheimnis des Ingenieurs Nelson (Shadow of the Law)
- 1931: Buster hat nichts zu lachen (Sidewalks of New York)
- 1932: Menschen im Hotel (Grand Hotel)
- 1932: Mein Freund, der König (My Pal, the King)
- 1932: 20.000 Jahre in Sing Sing (20,000 Years in Sing Sing)
- 1932: Flirt (Huddle)
- 1933: Zwischen heut und morgen (Gabriel Over the White House)
- 1933: The Mayor of Hell
- 1933: Baby Face
- 1933: Der Boxer und die Lady (The Prizefighter and the Lady)
- 1934: Die Spielerin (Gambling Lady)
- 1934: Schiffbruch unter Palmen (We’re Not Dressing)
- 1934: Harold Lloyd, der Strohmann (The Cat’s-Paw)
- 1934: The Affairs of Cellini
- 1934: Judge Priest
- 1934: Der bunte Schleier (The Painted Veil)
- 1935: Stadtgespräch (The Whole Town’s Talking)
- 1935: Die Elenden (Les Misérables)
- 1935: Das Schiff des Satans (Dante’s Inferno)
- 1935: Flucht aus Paris (A Tale of Two Cities)
- 1935: Metropolitan
- 1936: Anything Goes
- 1936: Moderne Zeiten (Modern Times)
- 1936: Laurel und Hardy: Das Mädel aus dem Böhmerwald (The Bohemian Girl)
- 1936: Fünflinge (The Country Doctor)
- 1936: Flash Gordon
- 1936: On The Wrong Trek (Kurzfilm)
- 1936: Laurel und Hardy: Die Doppelgänger (Our Relations)
- 1936: Verbrecherjagd (Murder with Pictures)
- 1936: Nimm, was du kriegen kannst (Come and Get It)
- 1936: Drei süße Mädels (Three Smart Girls)
- 1936: That Girl from Paris
- 1937: Fluß der Wahrheit (God’s Country and the Woman)
- 1937: Gehetzt (You Only Live Once)
- 1937: Pick a Star
- 1937: Die Marx Brothers: Ein Tag beim Rennen (A Day at the Races)
- 1937: Topper – Das blonde Gespenst (Topper)
- 1937: Die große Stadt (Big City)
- 1937: San Quentin (Flucht aus San Quentin)
- 1937: Die Braut trug Rot (The Bride Wore Red)
- 1938: The Big Broadcast of 1938
- 1938: Vier Leichen auf Abwegen (A Slight Case of Murder)
- 1938: Die Abenteuer des Marco Polo (The Adventures of Marco Polo)
- 1938: Der gejagte Professor (Professor Beware)
- 1938: Wenn ich König wär (If I Were King)
- 1938: Mein Mann, der Cowboy (The Cowboy and the Lady)
- 1939: Scotland Yard blamiert sich (Bulldog Drummond’s Secret Police)
- 1939: Kettensträfling in Australien (Captain Fury)
- 1939: Invitation to Happiness
- 1939: Der Zauberer von Oz (The Wizard of Oz)
- 1939: Zwölf Monate Bewährungsfrist (Invisible Stripes)
- 1940: Nordwest-Passage (Northwest Passage)
- 1940: Tumak, der Herr des Urwalds (One Million B.C.)
- 1940: Der Draufgänger (Boom Town)
- 1940: Der große Diktator (The Great Dictator)
- 1940: Go West
- 1941: Ridin’ on a Rainbow
- 1941: Forbidden Passage (Kurzfilm)
- 1941: Vorsicht Gespenster! (Hold That Ghost)
- 1941: Ein toller Bursche (Honky Tonk)
- 1941: Birth of the Blues
- 1941: Der Schatten des dünnen Mannes (Shadow of the Thin Man)
- 1941/45: I Was a Criminal
- 1942: Die Frau, von der man spricht (Woman of the Year)
- 1942: Don’t Talk (Kurzfilm)
- 1942: Tarzans Abenteuer in New York (Tarzan’s New York Adventure)
- 1942: Abbott und Costello unter Kannibalen (Pardon My Sarong)
- 1942: Stand by for Action
- 1943: Auch Henker sterben (Hangmen Also Die!)
- 1943: Batman und Robin (Batman)
- 1944: The Hairy Ape
- 1944: Das Korsarenschiff (The Princess and the Pirate)
- 1944: Abenteuer im Harem (Lost in a Harem)
- 1945: A Gun in His Hand (Kurzfilm)
- 1945: Stairway to Light (Kurzfilm)
- 1945: Mann ohne Herz (Adventure)
- 1946: Der Bandit und die Königin (The Bandit of Sherwood Forest)
- 1947: Anklage: Mord (High Wall)
- 1947: Zelle R 17 (Brute Force)
- 1947: Rauhe Ernte (Wild Harvest)
- 1947: Amber, die große Kurtisane (Forever Amber)
- 1947: Michael schafft Ordnung (Heaven Only Knows)
- 1948: Schmuggler von Saigon (Saigon)
- 1948: Der Superspion (A Southern Yankee)
- 1948: Macbeth – Der Königsmörder (Macbeth)
- 1948: Liebe an Bord (Luxury Liner)
- 1948: Die drei Musketiere (The Three Musketeers)
- 1948: Bis zur letzten Stunde (Kiss the Blood Off My Hands)
- 1948: Schritte in der Nacht (He Walked by Night)
- 1948: Lassies Heimat (Hills of Home)
- 1948: Sein Engel mit den zwei Pistolen (The Paleface)
- 1948: Die Macht des Bösen (Force of Evil)
- 1948: Im Banne der roten Hexe (Wake of the Red Witch)
- 1948: Insel des Grauens (Unknown Island)
- 1949: Vor verschlossenen Türen (Knock on Any Door)
- 1949: Spiel zu dritt (Take Me Out to the Ball Game)
- 1949: Ritter Hank, der Schrecken der Tafelrunde (A Connecticut Yankee in King Arthur’s Court)
- 1949: Gefahr in Frisco (Thieves’ Highway)
- 1949: Schweigegeld für Liebesbriefe (The Reckless Moment)
- 1949: Der Mann, der herrschen wollte (All the King’s Men)
- 1949: Blutige Diamanten (Rope of Sand)
- 1949: Noras schwache Stunde (Bride for Sale)
- 1950: Die Piratenbraut (Buccaneer’s Girl)
- 1950: Im Lande der Comanchen (Comanche Territory)
- 1950: Liebe unter schwarzen Segeln (Fortunes of Captain Blood)
- 1950: Verurteilt (Convicted)
- 1950: Abbott und Costello als Legionäre (Abbott and Costello in the Foreign Legion)
- 1950: Seine Frau hilft Geld verdienen (The Fuller Brush Girl)
- 1950: Der letzte Freibeuter (Last of the Buccaneers)
- 1950: Gefährliche Mission (Wyoming Mail)
- 1950: Buschteufel im Dschungel (Pygmy Island)
- 1950: Ladung für Kapstadt (Cargo to Capetown)
- 1951: Der Tiger (The Enforcer)
- 1951: M
- 1951: Die Piratenkönigin (Anne of the Indies)
- 1951: Strandräuber in Florida (The Barefoot Mailman)
- 1952: Meuterei auf dem Piratenschiff (Mutiny)
- 1952: Skandalblatt (Scandal Sheet)
- 1952: Mann gegen Mann (Lone Star)
- 1952: Schiff ohne Heimat (Plymouth Adventure)
- 1952: Die goldene Nixe (Million Dollar Mermaid)
- 1952: Gegen alle Flaggen (Against All Flags)
- 1952: Piraten wider Willen (Abbott and Costello Meet Captain Kidd)
- 1952: Verkauft und verraten (The Sellout)
- 1953: König der Piraten (Raiders of the Seven Seas)
- 1953: Die 5000 Finger des Dr. T. (The 5,000 Fingers of Dr. T)
- 1953: Sittenpolizei (Vice Squad)
- 1953: Abbott und Costello gegen Dr. Jekyll und Mr. Hyde (Abbott and Costello Meet Dr. Jekyll and Mr. Hyde)
- 1953: Das goldene Schwert (The Golden Blade)
- 1953: Schwere Colts in zarter Hand (Calamity Jane)
- 1953: Fort Ti
- 1954: Fluß ohne Wiederkehr (River of No Return)
- 1954: Formicula (Them!)
- 1954: Über den Todespaß (The Far Country)
- 1954: Immer jagte er Blondinen (The Human Jungle)
- 1954: Der silberne Kelch (The Silver Chalice)
- 1954: Attila, der Hunnenkönig (Sign of the Pagan)
- 1955: Jupiters Liebling (Jupiter’s Darling)
- 1955: Vorwiegend heiter (It’s Always Fair Weather)
- 1955: Das Komplott (Trial)
- 1955: Schwere Jungs – leichte Mädchen (Guys and Dolls)
- 1955: Mit roher Gewalt (The Spoilers)
- 1957: Warum hab’ ich ja gesagt? (Designing Woman)
- 1957: Der Mann mit den 1000 Gesichtern (Man of a Thousand Faces)
- 1957: Official Detective (Fernsehserie, Folge 1x09)
- 1957: Chicago vertraulich (Chicago Confidential)
- 1957: Mein Mann Gottfried (My Man Godfrey)
- 1957–1959: Streifenwagen 2150 (Highway Patrol, Fernsehserie, 3 Folgen)
- 1958: König der Spaßmacher (Merry Andrew)
- 1958: In Colorado ist der Teufel los (The Sheepman)
- 1958: Damn Yankees
- 1958: Mörder an Bord (The Decks Ran Red)
- 1958: Frankenstein’s Daughter
- 1958: Peter Gunn (Fernsehserie, eine Folge)
- 1958: König der Freibeuter (The Buccaneer)
- 1958: Northwest Passage (Fernsehserie, Folge 1x15)
- 1959: Manche mögen’s heiß (Some Like It Hot)
- 1959: Mickey Spillane’s Mike Hammer (Fernsehserie, Folge 2x14)
- 1959: Der zweite Mann (The Deputy, Fernsehserie, Folge 1x03)
- 1959/1962: Am Fuß der blauen Berge (Laramie, Fernsehserie, 2 Folgen)
- 1959–1963: Die Unbestechlichen (The Untouchables, Fernsehserie, 8 Folgen)
- 1960: Die Dame und der Killer (Heller in Pink Tights)
- 1960: New Orleans, Bourbon Street (Bourbon Street Beat, Fernsehserie, Folge 1x36)
- 1960/1961: Lawman (Fernsehserie, 2 Folgen)
- 1961: Bloodlust!
- 1961: Piraten von Tortuga (Pirates of Tortuga)
- 1961: Die unteren Zehntausend (Pocketful of Miracles)
- 1961–1963: Have Gun – Will Travel (Fernsehserie, 4 Folgen)
- 1962: Die siegreichen Drei (Sergeants 3)
- 1962: Kid Galahad – Harte Fäuste, heiße Liebe (Kid Galahad)
- 1962: Gypsy – Königin der Nacht (Gypsy)
- 1962: Das war der Wilde Westen (How the West Was Won)
- 1962: Spiel mit mir (Billy Rose’s Jumbo)
- 1963: Die Leute von der Shiloh Ranch (The Virginian, Fernsehserie, Folge 1x20)
- 1963: Das Mädchen Irma la Douce (Irma la Douce)
- 1963: Vier für Texas (4 for Texas)
- 1964: Sieben gegen Chicago (Robin and the 7 Hoods)
- 1964: Bezwinger des Todes (Fate is the Hunter)
- 1964: Die Frau seines Herzens (Dear Heart)
- 1965: Gauner gegen Gauner (The Rogues, Fernsehserie, Folge 1x17)
- 1965: Die größte Geschichte aller Zeiten (The Greatest Story Ever Told)
- 1965: Vierzig Wagen westwärts (The Hallelujah Trail)
- 1965: Das große Rennen rund um die Welt (The Great Race)
- 1965: Goldfalle (The Money Trap)
- 1965: Cincinnati Kid (The Cincinnati Kid)